# Кривой, Дмитрий Юрьевич
Дмитрий Юрьевич Кривой (7 декабря 1987, Одесса, Украинская ССР, СССР) — украинский футболист, нападающий

## Игровая карьера
Воспитанник одесского футбола. Первый тренер — Аркадий Иванович Шварц.
В 2004 году дебютировал в профессиональном футболе в хмельницком «Подолье». C 2007 по 2010 год играл во второй лиге чемпионата Украины.
Зимой 2011 года перешёл в молдавский клуб «Сфынтул Георге». В высшем дивизионе Молдавии дебютировал 21 февраля в домашнем матче против «Шерифа» (1:1). Дмитрий вышел в стартовом составе, но на 66 минуте был заменён. Через пять дней в своём втором матче Кривой сделал дубль в ворота «Динамо» (Бендеры), который принёс «святым» три очка и помог покинуть зону вылета.
После завершения чемпионата Дмитрий вернулся на Украину. Играл в любительской команде «Совиньон» и винницкой «Ниве». Сезон 2012/13 провёл в херсонском «Кристалле», где забил 6 голов в 14 играх. Из-за обострившихся болей в паху, нападающий был вынужден завершить этот успешный сезон досрочно.
В апреле 2014 года стал игроком американского клуба «Каролина Рэйлхокс». Переходу в NASL поспособствовал американский тренер Деннис Люкенс, под руководством которого Кривой играл в «Кристалле».